# Skýros (ville)
Pour les articles homonymes, voir Skyros (homonymie).
Skýros, en grec moderne : Σκύρος, ou Chóra (Χώρα), est une ville de l'île de Skyros dans les Sporades en Grèce. Elle fait partie du district régional d'Eubée et de la périphérie de Grèce-Centrale.
Selon le recensement de 2011, la population de la municipalité de Skýros compte 1 657 habitants. La ville est constituée de maisons traditionnelles, à l'architecture cycladique, construites les unes à côté des autres. Elle abrite le musée archéologique de Skyros et le musée folklorique de Mános et Anastasía Faltáïtz.
Skýros est le siège du dème éponyme.

## Localisation
La ville est située près de la côte est de l'île, construite en amphithéâtre sur le versant ouest d'une colline abrupte, haute de 179 mètres, au sommet de laquelle se trouve le château byzantin, qui se dresse sur le site de l'acropole antique. La colline est inaccessible par les côtés nord et est. À une courte distance à l'ouest du château se trouve la source d'Anaválsa, dont les eaux forment la rivière Kifissó. Les eaux sont utilisées pour l'approvisionnement en eau du village. À l'est de la colline, sur le front de mer, se trouvent les Magaziá, où se trouvaient autrefois les pressoirs à vin.
Skýros est reliée à Linariá par une route de 11 km de long.